# Karlovačka pivovara
Karlovačka pivovara (Karlovacs ölbryggeri), sedan år 2014 formellt Heineken Hrvatska d.o.o., är ett ölbryggeri i Karlovac i Kroatien. Det grundades år 1854 och ingår sedan år 2003 i den nederländska bryggerikoncernen Heineken. Sett till produktion och marknadsandelar är Karlovačka pivovara Kroatiens näst största ölbryggeri efter Zagrebačka pivovara. Bolaget har mer än 300 anställda och exporterar till flera länder, däribland Sverige. Med en andel på cirka 50 procent av den totala ölexporten är Karlovačka pivovara den ledande kroatiska ölexportören. Bryggeriets signaturprodukt är Karlovačko.

## Historia
Karlovačka pivovara, ursprungligen kallad Perhovo, grundades år 1854 i stadsdelen Dubovac i dåvarande österrikiska Karlovac av den ungersk-kroatiske baronen Nikola Vranyczany. Ölbryggeriet och dess sortiment blev snart populärt och besöktes flitigt av kommuninvånarna fram till 1880-talet då verksamheten dog ut. Produktionsbyggnaden i Karlovac stod tom under de nästföljande tjugo åren men användes periodvis av andra verksamheter, däribland ett sågverk och en fabrik med tillverkning av spisar och lergods. År 1896 köpte Gjuro Aschenbrenner, en ölbryggare från Sarajevo, det forna bryggeriet. Åren 1896–1903 drev Aschenbrenner verksamheten själv men allierade sig senare med delägare. Bryggeriet verkade i hans namn men hamnade i trångmål till följd av att konkurrensen intensifierades och det uppstod ett behov av att industrialisera produktionen. Som ett resultat av detta köptes bryggeriet av ett aktiebolag vars ägare var framstående personer från Karlovac och bryggare från Graz och Zagreb. Aschenbrenner fortsatte dock att arbeta som tekniskt ansvarig vid bryggeriet fram till år 1908 då hans tjänst övertogs av Vilim Wambrechtshammer som hade studerat yrket i Tyskland och Österrike. Under den nya ledningen expanderade verksamheten. Produktionsanläggningen utvidgades och en ny isfabrik uppfördes. Wambrechtshammer blev med tiden bryggeriets majoritetsägare och från år 1918 drevs det i hans namn. År 1929 sålde han sin andel till ölbryggeriet Zagrebačka pivovara. Bryggeriet i Karlovac blev därefter en lokal filial till Zagrebačka pivovara. Först år 1948 blev Karlovačka pivovara återigen ett självständigt bolag och varumärke även om det under en kort period (1970–1977) slogs ihop med bryggerierna i Zagreb och Daruvar. Den tekniska utvecklingen ökade produktionsvolymen. År 1971 uppgick den årliga produktionen till mer än 500 000 hektoliter öl och år 1985 hade den vuxit till 850 000 hektoliter. Karlovačka pivovara utvecklades till ett av de ledande bryggerierna i dåvarande Jugoslavien med en särskilt snabb produktionstillväxt på 1980-talet då bolaget leddes av Ljudevit Mejaški och Ivan Gradišar. Efter Kroatiens självständighet från Jugoslavien och införandet av marknadsekonomi i början av 1990-talet ombildades bolaget till ett aktiebolag ägt av bryggeriets anställda. År 1994 köptes bryggeriet av den kroatiskättade chilenske magnaten Andrónico Luksic Abaroa. Sedan år 2003 är den nederländska bryggerikoncernen Heineken majoritetsägare och från år 2014 är Karlovačka pivovara formellt verksamt under varumärket Heineken Hrvatska.

## Produkter och öltyper
Karlovačka pivovaras signaturprodukt är öltypen Karlovačko som år 2005 vann guldmedalj vid Brewing Industry International Awards för ölsorter i kategorin 4,5–5,5 alkoholprocent. Därtill tillverkas cider och flera internationella ölsorter i bryggeriet, bland annat Affligem (belgiskt), Desperados (nederländskt), Heineken (nederländskt), Laško (slovenskt) och Krušovice (tjeckiskt). I nedan tabell följer ett urval av Karlovačka pivovaras öltyper:
| Namn                          | Typ                        | Alkoholprocent |
| ----------------------------- | -------------------------- | -------------- |
| Karlovačko Lager              | Ljus lager                 | 5 %            |
| Karlovačko Crno               | Mörk lager                 | 6 %            |
| Karlovačko Natur Radler limun | Ljus radler med citronsmak | 2 %            |
| Karlovačko Radler Crni limun  | Mörk radler med citronsmak | 2 %            |
| Karlovačko Odležano           | Ljus lager                 | 4,6 %          |
| Karlovačko 0,0%               | Alkoholfri ljus lager      | 0 %            |

* Källa: 24sata.hr